# Dialoghi di Pistoia
Dialoghi di Pistoia (fino al 2021 Dialoghi sull'Uomo) è un festival di approfondimento culturale dedicato all'antropologia del contemporaneo, promosso dalla Fondazione Cassa di Risparmio di Pistoia e Pescia e dal comune di Pistoia e nato nel 2010, e che ha visto circa 270.000 partecipanti. L'idea e la direzione del progetto sono di Giulia Cogoli.
In collegamento al festival dieci anni fa è nata la collana editoriale pubblicata Utet: Dialoghi di Pistoia, che ha pubblicato sino ad oggi 26 volumi, diretta da Giulia Cogoli, che affrontano tematiche di antropologia del contemporaneo. Tutte le conferenze dei Dialoghi sono disponibili gratuitamente su Spotify, Google Podcasts, Apple Podcast e YouTube e sul sito del festival. Il festival organizza durante l'inverno lezioni di antropologia a cui hanno assistito sino ad oggi 37.000 studenti (in presenza e in streaming). Il festival ha organizzato inoltre mostre fotografiche inerenti al tema dell’anno, invitando importanti fotografi contemporanei fra cui: Ferdinando Scianna, Gianni Berengo Gardin, Paolo Pellegrin, Sebastião Salgado, Marco Aime ed allestendo mostre collettive come quella con i fotografi di Magnum Photos.

## Svolgimento
I Dialoghi durano tre giorni, l'ultimo fine settimana di maggio, durante il quale si susseguono circa 30 fra lezioni, dibattiti, spettacoli e letture su tematiche di antropologia culturale. Tutti gli eventi si svolgono nel centro, nelle piazze e nei teatri di Pistoia. Nel 2017, in occasione dell'anno in cui Pistoia è stata Capitale Italiana della Cultura, è stato istituito il Premio Internazionale Dialoghi di Pistoia; la prima edizione è stata vinta dallo scrittore David Grossmann, mentre la seconda edizione è stata assegnata allo scrittore Wole Soyinka, premio Nobel per la letteratura. La terza edizione del premio, è andata all'attivista, fisica ed economista indiana Vandana Shiva. La quarta edizione nel 2021 ha premiato lo scrittore e saggista Claudio Magris, la quinta edizione del premio è andata alla scrittrice Dacia Maraini, la sesta edizione allo scrittore e antropologo Amitav Ghosh, la settima edizione a Corrado Augias.

## Edizioni
Ogni anno i Dialoghi sono dedicati ad un tema specifico.
- 2010, prima edizione, dedicata al tema: L'identità.
- 2011, seconda edizione, dedicata al tema: Il corpo che siamo.
- 2012, terza edizione, dedicata al tema: Dono dunque siamo.
- 2013, quarta edizione, dedicata al tema: L'oltre e l'altro. Il viaggio e l'incontro.
- 2014, quinta edizione, dedicata al tema: Condividere il mondo. Per un'ecologia dei beni comuni.
- 2015, sesta edizione, dedicata al tema: Le case dell'uomo. Abitare il mondo.
- 2016, settima edizione, dedicata al tema: L'umanità in gioco. Società, culture e giochi.
- 2017, ottava edizione, dedicata al tema: La cultura ci rende umani. Movimenti, diversità e scambi.
- 2018, nona edizione, dedicata al tema: Rompere le regole: creatività e cambiamento.
- 2019, decima edizione, dedicata al tema: Il mestiere di con-vivere: intrecciare vite, storie e destini.
- 2020, undicesima edizione dedicata al tema: I linguaggi creano il mondo: voci, suoni e segni per una nuova umanità.
- 2021, dodicesima edizione, dedicata al tema: Altri orizzonti: camminare, conoscere, scoprire.
- 2022, tredicesima edizione, dedicata al tema: Narrare humanum est. La vita come intreccio di storie e immaginari.
- 2023, quattordicesima edizione, dedicata al tema: Umani  e non umani.Noi siamo Natura
- 2024 quindicesima edizione,  dedicata al tema: Siamo ciò che mangiamo? Nutrire il corpo e la mente
- 2025 sedicesima edizione, dedicata al tema Stare al mondo. Ecologie dell’abitare e del convivere, dal 23 al 24 maggio.

L'edizione del 2020 è stata annullata a causa dell'emergenza sanitaria e si è svolta online.

## Relatori

### I edizione: L'identità (2010)
Gustavo Zagrebelsky; Marco Aime; Mariella Berra; Riccardo Luna; Emanuele Severino; Moni Ovadia; Giuseppe Barbera; Amartya Sen; Michela Marzano; Caterina Soffici; Andrea Moro; Francesco Remotti; Luciano Canfora; Emanuele Trevi; Fabrizio Gifuni; Gian Antonio Stella; Gualtiero Bertelli; Massimo Montanari; Guido Barbujani; Olivier Roy; Maurizio Bettini; Jean-Loup Amselle; Edoardo Boncinelli; Sonia Bergamasco.

### II edizione: Il corpo che siamo (2011)
Umberto Galimberti; Marco Aime; Sylvie Coyaud; Rossella Palomba; Virgilio Sieni; Carlo Petrini; David Le Breton; Roberta De Monticelli; Rossella Ghigi; Cristiana Natali; Telmo Pievani; Ferdinando Scianna; Marc Augé; Toni Servillo; Gustavo Pietropolli Charmet; Maurizio Ferraris; Franco La Cecla; Adriano Favole; Stefanie Knauss; Vito Mancuso; Giuliano Tescari.

### III edizione: Dono dunque siamo (2012)

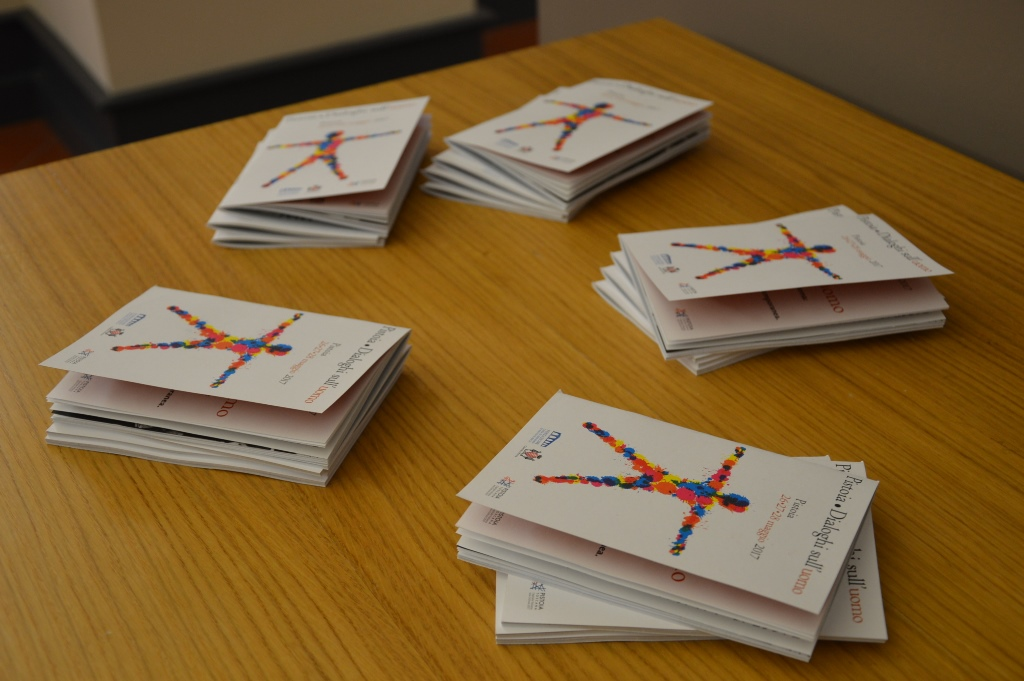
Programmi Dialoghi sull'uomo

Marco Aime; Mark Anspach; Corrado Augias; Stefano Bartezzaghi; Zygmunt Bauman; Stefano Benni; Alessandro Bergonzoni; Enzo Bianchi; Laura Boella; Anna Bonaiuto; Luigino Bruni; Virginio Colmegna; Gherardo Colombo; Fabio Dei Maurizio Ferraris; Chiara Frugoni; Salvatore Natoli; Marino Niola; Daniel Pennac; Elena Pulcini; Paolo Rumiz; Salvatore Settis; Stefano Zamagni; Luigi Zoja.

### IV edizione: L'oltre e l'altro. Il viaggio e l'incontro (2013)
Marco Aime; Arjun Appadurai; Giuseppe Battiston; Allan Bay; Andrea Bocconi; Attilio Brilli; Eva Cantarella; Vinicio Capossela; Gabriella Caramore; Erri De Luca; Adriano Favole; Francesco Guccini; Franco Iseppi; Ryszard Kapuściński; Alfredo Lacosegliaz; Claudio Magris; Folco Quilici; Gabriele Romagnoli; Paolo Rumiz; Francesco Surdich; Colin Thubron; Claudio Visentin; Roberto Weber; Tony Wheeler.

### V edizione: Condividere il mondo. Per un'ecologia dei beni comuni (2014)
Mauro Agnoletti; Marco Aime; Enrico Alleva; Matteo Aria; Alessandro Barbero; Remo Bodei; Laura Bosio; Alain Caillé; Lella Costa; Derrick de Kerckhove; Giorgio Diritti; Adriano Favole; L'Orchestra di Piazza Vittorio; Serge Latouche; Stefano Liberti; Ugo Mattei; Stefano Rodotà; Chiara Saraceno; Giorgio Scaramuzzino; Luca Scarlini; Andrea Segre; Luca Serianni; Roberto Vecchioni; Gustavo Zagrebelsky.

### VI edizione: Le case dell'uomo. Abitare il mondo (2015)
Marco Aime; Marc Augé; Giovanni Bignami;, Marco Belpoliti; Sara Boffito; Bruno Canino; Vinicio Capossela; Aldo Cibic; Felice Cimatti; Giuseppe Civitarese; Ugo Fabietti; Adriano Favole; Enrico Pieranunzi; Paola Jacobbi; Alessandro Mendini; Daniel Miller; Francesco Remotti; Giuseppe Scaraffia; Ferdinando Scianna; Peppe Servillo; Renato Kizito Sesana; Marida Talamona; Lilian Thuram.

### VII edizione: L'umanità in gioco. Società, culture e giochi (2016)
Marco Aime; Bruno Barba; Stefano Bartezzaghi; Arturo Brachetti; Christian Bromberger; Eva Cantarella; Luca De Biase; Gioele Dix; Marco Dotti; Adriano Favole; Dario Maestripieri; Alberto Nocentini; Anna Oliverio Ferraris; Alessandro Piperno; Ranieri Polese; Matteo Rampin; Massimo Recalcati; Pier Aldo Rovatti; Antonella Sbrilli; Ferdinando Scianna; Marco Tardelli; Sara Tardelli; Davide Tortorella; Davide Zoletto.

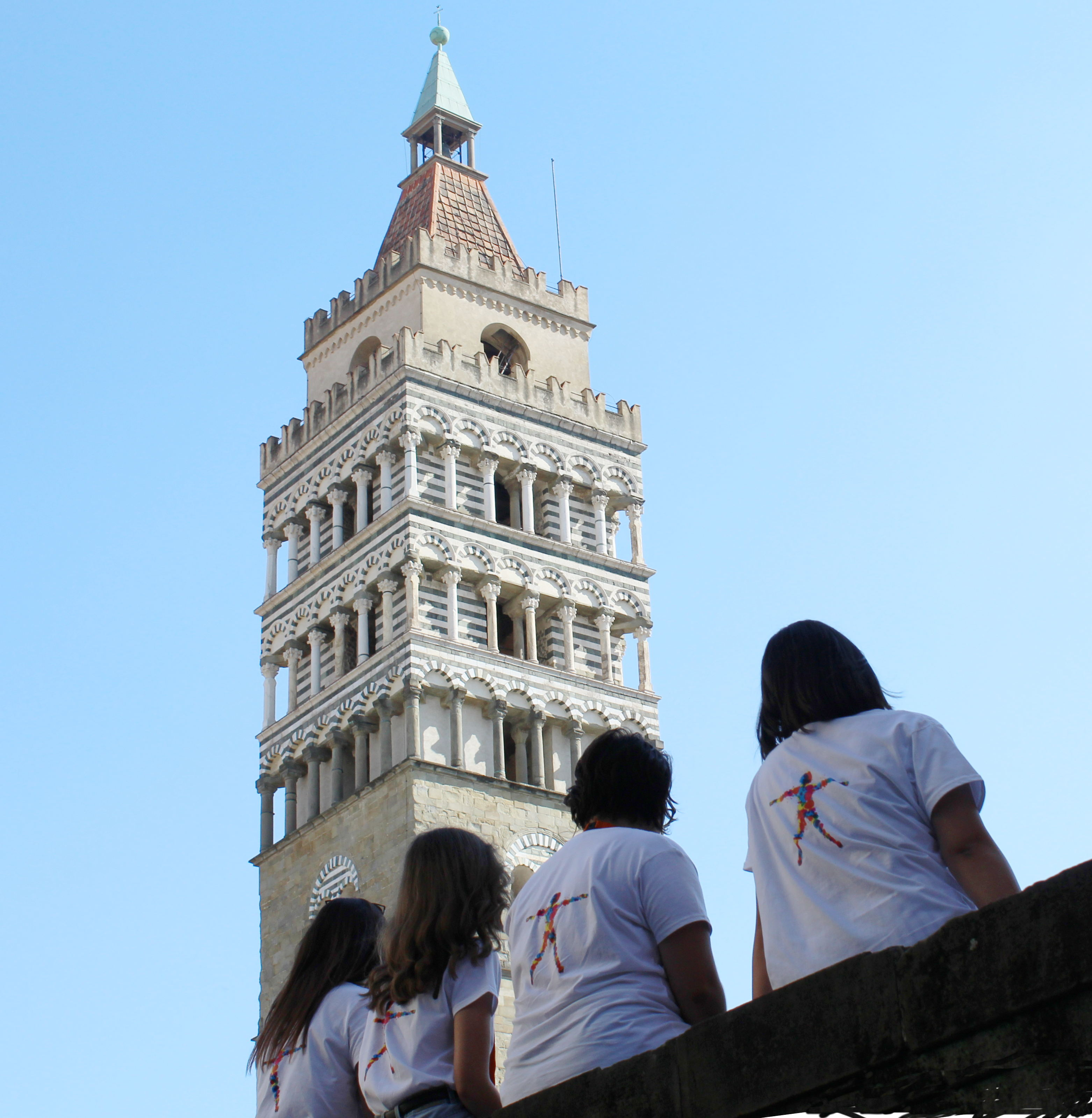
I ragazzi volontari

### VIII edizione: La cultura ci rende umani. Movimenti Diversità e scambi (2017)
Edoardo Albinati, Stefano Allovio, Marco Aime, Jean-Loup Amselle, Guido Barbujani, Paolo Di Paolo, John Eskenazi, Adriano Favole, Gianni Berengo Gardin, Daniele Giorgi, David Grossman, Serge Gruzinski, Vittorio Lingiardi, Roberto Koch, Claudio Magris, Michela Marzano, Paola Mastrocola, Elisabetta Moro, Marino Niola, Orchestra Leonore, Marco Paolini, Silvia Ronchey, Donald Sassoon, Toni Servillo, Salvatore Settis, Amalia Signorelli, Guido Tonelli.

### IX edizione: Rompere le regole: creatività e cambiamento (2018)
Marco Aime, Paolo Apolito, Alessandro Baricco, Marco Belpoliti, Laura Boella, Alessandro Dal Lago, Davide Daninos, Giovanni De Luna, Ilvo Diamanti, Thomas Hylland Eriksen, Adriano Favole, Nadia Fusini, Nicola Gardini, Fabrizio Gifuni, Serena Giordano, Marco Malvaldi, Giorgio Manzi, Moni Ovadia, Nicola Piovani, Massimo Recalcati, Francesca Rigotti, Richard Sennett, Wole Soyinka, Emanuele Trevi.

### X edizione: Il mestiere di con-vivere: intrecciare vite, storie e destini (2019)
Marco Aime, Stefano Allievi, Maurizio Ambrosini, Fernando Aramburu, Ritanna Armeni, Avion Travel, Enzo Bianchi, Eugenio Borgna, Ascanio Celestini, Donatella Di Cesare, Federico Faloppa, Adriano Favole, Elena Gagliasso, Wlodek Goldkorn, Shahram Khosravi, Roberto Koch, Paola Jacobbi, Matteo Lancini, Grammenos Mastrojeni, Isabella Merzagora, Michela Murgia, Paolo Pellegrin, Telmo Pievani, Adriano Prosperi, Francesco Remotti, Giacomo Rizzolatti, Michele Serra, Vandana Shiva, Corrado Sinigaglia.

### XI edizione:I linguaggi creano il mondo: voci, suoni e segni per una nuova umanità(2020)
Gad Lerner, Chiara Gamberale, Antonio Scurati, Sebastião Salgado, Roberto Koch, Federico Faloppa, Bruno Arpaia, Luca Serianni, Nicola Gardini, Marco Aime.

### XII edizione:Altri orizzonti: camminare, conoscere, scoprire(2021)
Per il festival in presenza: Marco Aime, Sonia Bergamasco, Elena Cattaneo, Duccio Demetrio, Adriano Favole, Maurizio Ferraris, Massimo Germini, Vera Gheno, Paolo Di Paolo, Claudio Magris, Neri Marcorè, Nives Meroi, Eleni Molos, Antonello Provenzale, Paolo Rumiz, Caterina Sofﬁci, Emanuele Trevi, Alessandro Vanoli, Marco Vannini.
Per il festival online: Renata Colorni, Elisa Di Francisca, Simonetta Agnello Hornby, Antonella Polimeni, Antonia Klugmann, Carolyn Christov-Bakargiev, Eva Cantarella, Milena Gabanelli, Caterina Sofﬁci, Alessandro Vanoli, Philippe Descola, Jared Diamond, Vanessa Maher, Martine Segalen.

### XIII edizione:Narrare humanum est. La vita come intreccio di storie e immaginari (2022)
Per il festival in presenza: Marco Aime, Guido Barbieri, Stefano Bartezzaghi, Maurizio Bettini, Lina Bolzoni, Anna Bonaiuto, Mario Brunello, Monika Bulaj, James Clifford, Lella Costa, Concita De Gregorio, Giovanni Diamanti, Ivano Dionigi, Paolo Di Paolo, Adriano Favole, Francesco Filippi, Dacia Maraini, Giordano Meacci, Vittorio Meloni, Elvira Mujcˇic´, Telmo Pievani, Roberto Saviano, Marino Sinibaldi, Caterina Sofﬁci, Andrea Staid, Manuela Trinci, Silvia Vegetti Finzi, Luigi Zoja. Orecchio Acerbo per il programma per bambini e bambine, ragazzi e ragazze.
Per il festival online: Emanuela Audisio, Ginevra Bompiani, Gabriella Caramore, Paola Cortellesi, Bianca Pitzorno, Rosella Postorino, Silvia Ronchey, Caterina Soffici, Nadia Terranova.

### XIV edizione: Umani  e non umani noi siamo natura (2023)
Per il festival in presenza: Marco Aime, Francesco Tullio Altan, Guido Barbujani, Irene Borgna, Emanuela Borgnino, Leonardo Caffo, Paolo Di Paolo, Federico Faloppa, Adriano Favole, Francesco Ferrini, Nicola Gardini, Amitav Ghosh, Paolo Giordano, Petra Magoni, Ugo Morelli, Elisabetta Moro, Marco Paolini, Carlo Petrini, Luca Raffaelli, Caterina Soffici, Paolo Sottocorona, Ferruccio Spinetti, Andrea Staid, Emanuele Trevi, Giorgio Vallortigara, Angela Giovanna Vettese, Matteo Maria Zuppi.
Per il festival online: Mia Canestrini, Sara Zambotti, Stefano Liberti, Sara Furlanetto, Elisa Nicoli, Marco Bianchi:, Francesco Cara, Deborah Lucchetti, interviste realizzate da Elisa Brivio.

### XV edizione:Simao ciò che mangiamo? Nutrire il corpo e la mente (2024)
Marco Aime, Corrado Augias, Camilla Baresani, Franco Berrino, Enzo Bianchi, Cristina Bowerman, Daniele Cernilli, Gaia Cottino, Stefania De Pascale, Adriano Favole, Paolo Fresu, Stefano Liberti, Vittorio Lingiardi, Stefano Mancuso, Natalio Luis Mangalavite, Antonio Manzini, Michela Marzano, Tommaso Melilli, Massimo Montanari, Elisabetta Moro, Marino Niola, Laura Pigozzi, Andrea Riccardi, Andrea Segrè, Peppe Servillo, Omar Sosa, Luisa Stagi, Vito Teti. Proiezione dei film: Food for Profit Petit paysan - Un eroe singolare Club Zero. Programma per bambini, a cura di associazione Boemondo.
Per il festival online: Dario Bressanini, Maurizio Carucci, Elena Casiraghi,  Annalisa Chessa, Giulia Ciccarelli, Sonia Peronaci. Interviste realizzate da Laura Filattiera.

## Luoghi
Tutti gli eventi sono ospitati nelle piazze, teatri e palazzi di Pistoia:
- Piazza del Duomo, Pistoia
- Palazzo Comunale, Pistoia
- Piazza San Bartolomeo, Pistoia
- Teatro Manzoni, Pistoia
- Teatro Bolognini, Pistoia
- Antico Palazzo dei Vescovi, Pistoia
- Teatro Pacini, Pescia